# Die weiße Garde

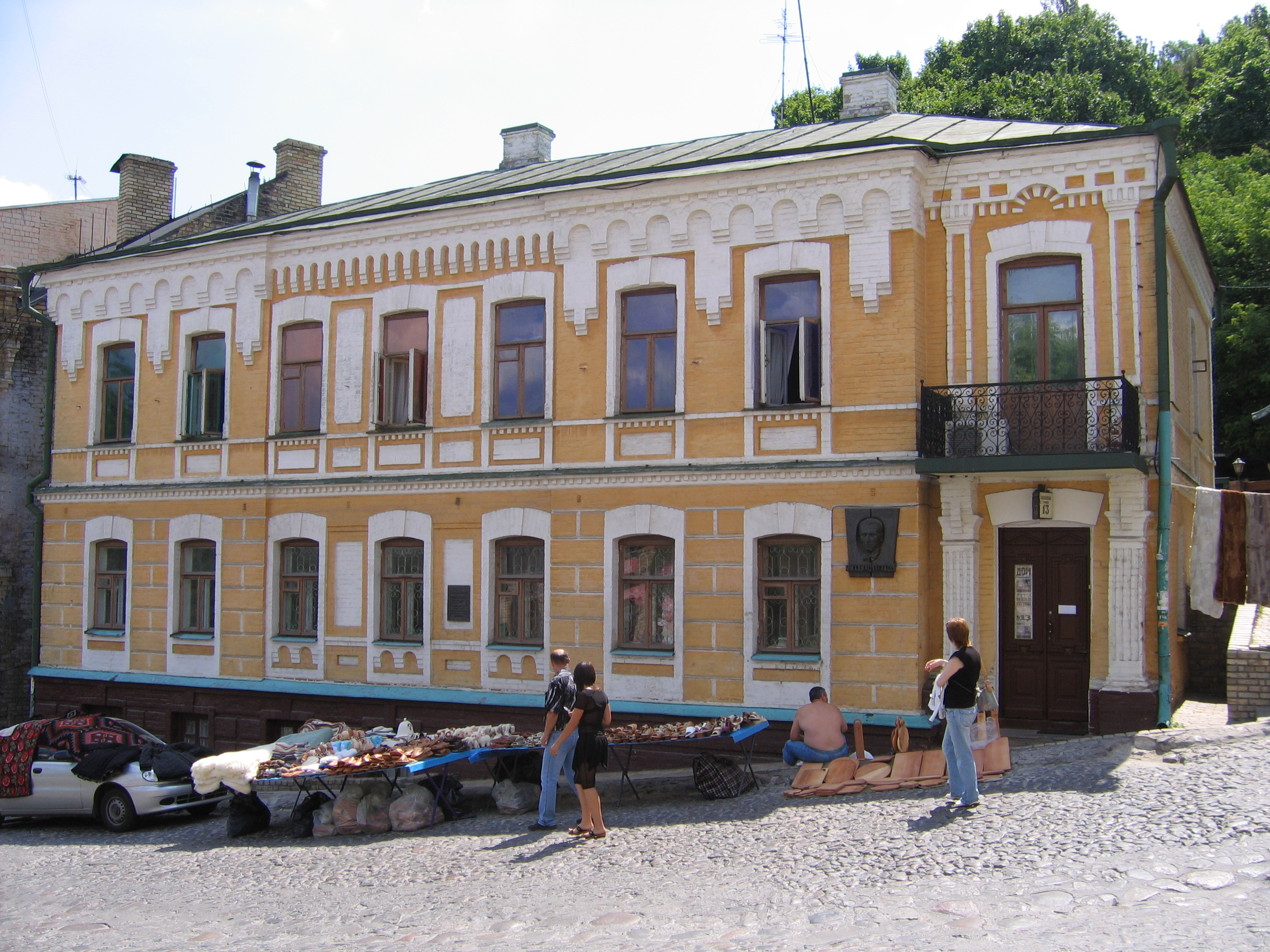
Das Haus der Familie Bulgakow in Kiew, das gemeinhin auch als das Haus der Turbins aus dem Roman betrachtet wird

Die weiße Garde (russisch Белая гвардия, Belaja Gwardija) ist ein Kiew-Roman des russischen Schriftstellers Michail Bulgakow aus dem Jahr 1924. Das auf ihm aufbauende Theaterstück trägt den Namen Die Tage der Turbins (Дни Турбиных).

## Handlung
Der zum Teil autobiografische Roman spielt in Kiew, genannt „DIE STADT“, in der chaotischen Umbruchzeit, die auf die Oktoberrevolution und den Zerfall des Russischen Reichs folgte. Protagonisten sind die Turbins, eine russische Familie: der 28-jährige Militärarzt Alexei, sein 17-jähriger Bruder Nikolka und seine 24-jährige Schwester Jelena. Zusammen mit ihren Freunden und Nachbarn durchleben sie die Wirren und die Entbehrungen des Bürgerkriegs.
Der Roman beginnt im Jahr 1918, als in der Ukraine unter der deutschen Besatzung ein marionettenhaftes Regime des Hetmans Skoropadskyj gebildet wird. Viele russische Offiziere treten in seinen Dienst ein, weil sie ihn als das kleinere Übel gegenüber den Bolschewiki und den ukrainischen Nationalisten von Symon Petljura ansehen. Nachdem die Deutschen jedoch im Westen eine Niederlage erleiden und sich aus der Stadt zurückziehen, kann der konservative Skoropadskyj nur noch auf russische Offiziere bauen, die ihn vor dem links-nationalistischen Petljura beschützen sollen. Während sie sich auf die Verteidigung der Stadt vorbereiten, wirft Skoropadskyj plötzlich hin und flieht nach Deutschland. Die spärlichen Verteidiger der Stadt, unter denen sich auch Alexei und Nikolka befinden, werden ihrem Schicksal überlassen.
Einige Kommandeure ziehen den aussichtslosen Kampf vor, andere ordnen die Auflösung ihrer Verbände an, um das Leben der überwiegend aus Junkern (zu denen auch Nikolka gehört) bestehenden russischen Soldaten zu retten. Nachdem Petljuras Truppen die Stadt einnehmen, beginnen brutale Massaker an Juden und jenen russischen Offizieren und Junkern, die sich nicht gut genug als Zivilisten tarnen konnten. Alexei wird auf der Flucht lebensgefährlich verletzt, wird jedoch von einer Frau gerettet, die später seine Lebensgefährtin wird.
Nach seiner Gesundung wird er, als Offizier unerkannt, von Petljuras Truppen dazu beordert, ihnen als Militärarzt zu dienen. Als er den für seine Brutalität berüchtigten Oberst Leschko behandelt, nutzt Alexei die Chance und erschießt ihn. Nach mehrtägiger Flucht kehrt er in sein Haus zurück, wo er den abreisenden Nikolka trifft. Dieser will mit der Familie seines getöteten Kommandeurs wegfahren, während Jelena bereits mit ihrem Verehrer abgereist ist. Das gemütliche gemeinsame Heim besteht nicht mehr. Viele seiner Freunde sind tot oder abgereist, um sich den weißen Truppen von General Denikin im Don-Gebiet anzuschließen. Alexei findet seine Retterin und beobachtet den Einmarsch der Bolschewiki.

## Deutsche Ausgaben
- Die Tage der Geschwister Turbin : Die weisse Garde. Übersetzung Käthe Rosenberg. Berlin-Charlottenburg [Mommsenstr. 49] : S. Kagansky, 1928
- Die weiße Garde. Sammlung Luchterhand, 2006, ISBN 978-3630620954.
- Die weiße Garde. Deutsch von Alexander Nitzberg, Galiani-Berlin, 2018, ISBN 978-3869711591.
- Die Tage der Turbins (Die weiße Garde). Deutsch von Bernd Poßner, epubli, 2020, ISBN 978-3750295933.

## Verfilmungen
- 1976: Tage der Turbins, Spielfilm von Wladimir Bassow.
- 2011: Die weiße Garde, Fernsehserie von Sergei Sneschkin.